# Light Switch
Light Switch è un singolo del cantante statunitense Charlie Puth, pubblicato il 20 gennaio 2022 come primo estratto dal terzo album in studio Charlie.

## Descrizione
Il brano, descritto da Billboard e Rolling Stone come un pezzo funk pop, è stato anticipato dal cantante su TikTok dov'è andato virale.

## Video musicale
Il video musicale è stato reso disponibile in concomitanza con l'uscita del singolo.

## Tracce
Testi e musiche di Charlie Puth, Jacob Kasher Hindlin e Jake Torrey.
1. Light Switch – 3:05

## Classifiche

### Classifiche settimanali
| Classifica (2022) | Posizione massima |
| ----------------- | ----------------- |
| Argentina         | 100               |
| Australia         | 20                |
| Austria           | 49                |
| Belgio (Vallonia) | 16                |
| Canada            | 17                |
| Corea del Sud     | 103               |
| Croazia           | 33                |
| Danimarca         | 20                |
| Filippine         | 21                |
| Germania          | 62                |
| Grecia            | 48                |
| India             | 6                 |
| Irlanda           | 25                |
| Islanda           | 21                |
| Libano            | 20                |
| Lituania          | 26                |
| Malaysia          | 5                 |
| Norvegia          | 13                |
| Nuova Zelanda     | 28                |
| Paesi Bassi       | 43                |
| Portogallo        | 73                |
| Regno Unito       | 25                |
| Russia            | 18                |
| Singapore         | 1                 |
| Slovacchia        | 80                |
| Stati Uniti       | 27                |
| Sudafrica         | 70                |
| Svezia            | 36                |
| Svizzera          | 40                |
| Ucraina           | 15                |
| Vietnam           | 7                 |

### Classifiche di fine anno
| Classifica (2022) | Posizione |
| ----------------- | --------- |
| Australia         | 88        |
| Belgio (Fiandre)  | 153       |
| Belgio (Vallonia) | 99        |
| Canada            | 59        |
| Corea del Sud     | 134       |
| Danimarca         | 80        |
| Russia            | 52        |
| Vietnam           | 68        |